# プロシュット・ディ・サン・ダニエーレ

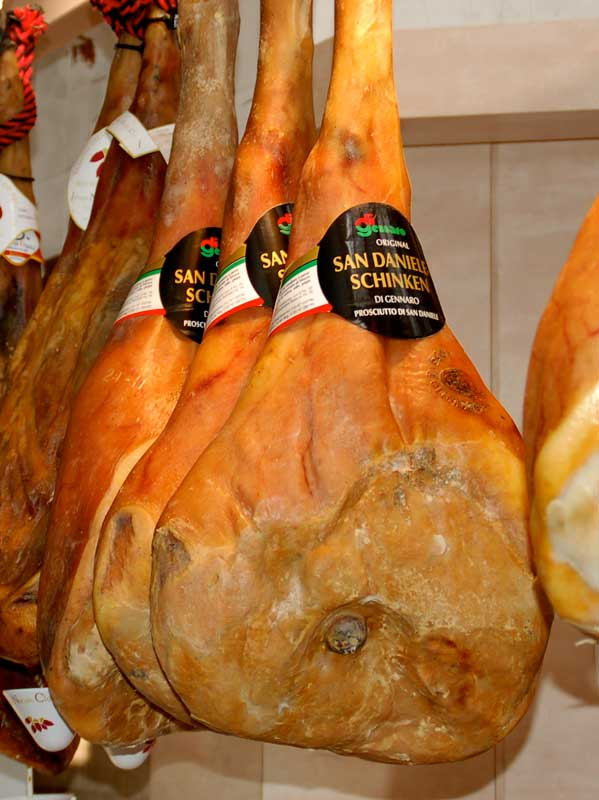
プロシュット・ディ・サン・ダニエーレ

プロシュット・ディ・サン・ダニエーレ（Prosciutto di San Daniele）は、イタリアのフリウーリ地方のサン・ダニエーレの29社により作られているプロシュットで、生ハムの一つである。DOP（保護指定原産地表示）の一つとなっており、産地保証による品質管理のため、この名称を使用する条件は厳しく運用されている。
イタリアの生ハムといえば世界三大生ハムの一つとされるプロシュット・ディ・パルマの方が有名だが、値段の点から言えばサン・ダニエーレの方が高く、別格として扱われている。
毎年6月の終わりに4日間にわたってアリア・ディ・フェスタというプロシュート祭りが開かれる。その他ベストシーズンは春と秋がおすすめ。